# Dysdera armenica
Dysdera armenica là một loài nhện trong họ Dysderidae.
Loài này thuộc chi Dysdera. Dysdera armenica được miêu tả năm 1956 bởi Charitonov.